# Лазебник Юрій Станіславович
Юрій Станіславович Лазебник (29 травня 1962, Київ, Українська РСР, СРСР — 2021) — український літературознавець і дипломат. Доктор філологічних наук, професор. Тимчасовий повірений у справах України в Республіці Казахстан (2013—2017).

## Біографія
Народився 29 травня 1962 в Києві. Провідний науковий співробітник відділу російської мови Інституту мовознавства ім. О. О. Потебні Національної академії наук України.

Могила Юрія Лазебника та його родини, Байкове кладовище

Радник з політичних питань Посольства України у Вірменії.
Начальник відділу Росії Першого територіального управління Міністерства закордонних справ України. Член делегації України для участі у переговорах з Російською Федерацією щодо розмежування Азовського та Чорного морів, а також Керченської протоки
Радник з політичних питань Посольства України у Казахстані. Тимчасовий повірений у справах України в Республіці Казахстан.
Помер на 60-му році життя, у 2021 році. Похований на центральній алеї Байкового кладовища разом з родиною (ділянка № 43а).

### Родина
Батько — дипломат Станіслав Лазебник (нар. 1937). Дід — журналіст, літературознавець Юхим Лазебник (1911—2006).

## Праці
- Поэзия как модель мира: лингвистический аспект [Текст]: дис… д-ра филол. наук: 10.02.02 / Лазебник Юрий Станиславович ; НАН Украины, Ин-т языковедения им. А. А. Потебни. — К., 1996. — 334 с.[5]